# Zambia Copper Investment
 (février 2013).
La société ZCI (Zambia Copper Investment) était une société de droit bermudéen avec des bureaux basés à Luxembourg. Elle défraya la chronique boursière pendant de très nombreuses années, puisqu'étant une des plus spéculatives du marché. Elle se faisait aussi remarquer en étant la dernière de la cote alphabètiquement.
Cette société détenait, à la fin de son activité, pour seul actif, 28,4 % du groupe minier Konkola Copper Mines qui exploite les mines de cuivre de Konkola, en Zambie.
Elle n'est plus cotée par les bourses Euronext à Paris et Johannesburg Stock Exchange en Afrique du Sud. La suppression de cotation fut publiée par le JSE le 21 juin 2018.
Toutes les actions furent alors échangées, à quantité égale, en actions ZCI Limited. Cependant, la cotation n'a toujours pas repris.
Au début le l'année 2018, eut lieu acquisition par ZCI de la totalité des intérêts détenus par ACU dans Matsitama Minerals (Pty) Limited. Matsitama est une filiale du groupe ZCI constituée au Botswana, qui détient les droits sur les gisements de Thakadu-Makala et détient des permis dans des propriétés d'exploration du projet Matsitama.
Le projet Matsitama est contigu à la limite sud de la mine Mowana appartenant à Leboam. Par le passé, l'ACU a mené de vastes recherches sur le site de Matsitama avec des résultats encourageants. ZCI continuera à fournir une assistance financière à Matsitama afin de financer ses dépenses de fonctionnement avec l'intention stratégique de réaliser de la valeur à partir de son investissement dans Matsitama.
Les demandes de renseignements généraux concernant l'entreprise peuvent être adressées à ZCI Limited, Suite 510, 5ème étage Barkly Wharf, Le Caudan Waterfront, Port Louis, Ile Maurice, ou par courriel à zci@maitlandgroup.com

## Données boursières
- Code Valeur ISIN = BMG988431240
- Valeur nominale =  euro
- Actionnaires principaux :
  - Copperbelt Development Foundation 44,3 %
  - Sicovam 33,00 %
- Nombre d'actions cotées : 126 197 328
- Capitalisation boursière : 184 248 Milliers EUR